# Daniel Alexandersson
Daniel Nils Alexandersson (ur. 3 grudnia 1978 w Falkenbergu) – szwedzki piłkarz występujący na pozycji napastnika. Nosi przydomek "Alex". Od początku 2010 roku jest zawodnikiem Falkenbergs FF. Wcześniej grał w Viborg FF, Halmstads BK, Vessigebro BK, IF Elfsborg, z którym w 2006 roku został mistrzem Szwecji i IFK Göteborg.